# Pseudospinolia
Pseudospinolia är ett släkte av steklar i familjen guldsteklar. Släktet innehåller bara arten sidenguldstekel.

## Bildgalleri

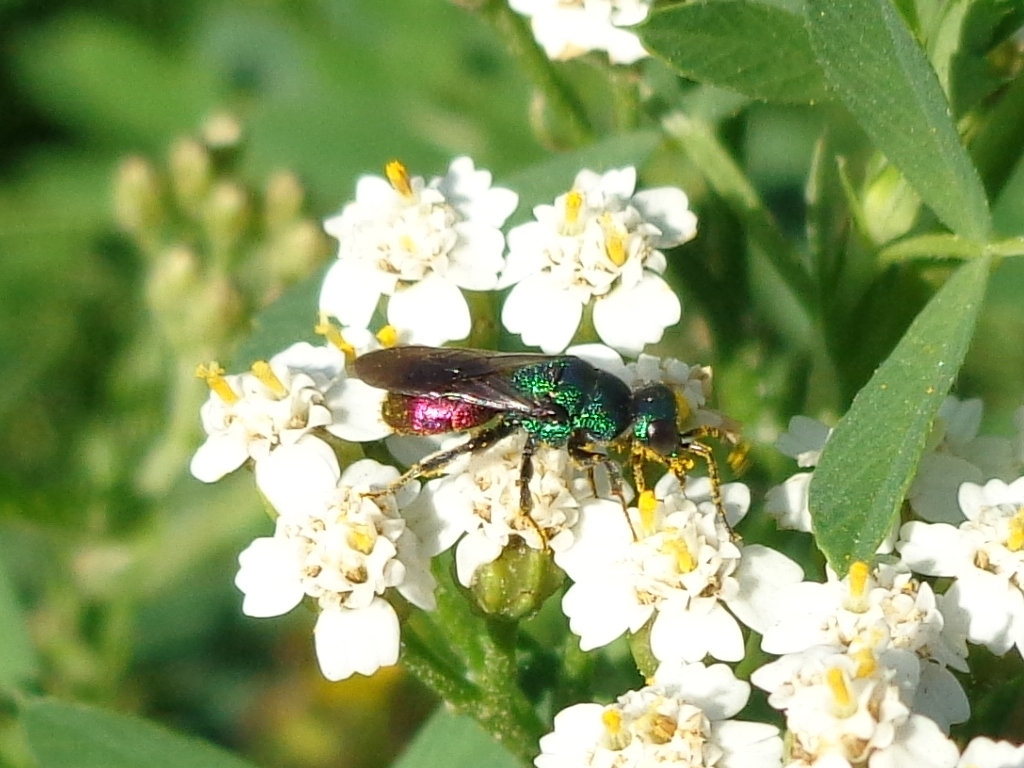